# Le Vélo (Bordeaux)
Pour les articles homonymes, voir Vélo.
Pour un article plus général, voir Transports Bordeaux Métropole.
Le Vélo, anciennement V3 ou VCub, est un système de location de vélos en libre-service mis en place le 20 février 2010 dans l'ensemble de la communauté urbaine de Bordeaux (CUB) — devenue Bordeaux Métropole par la suite — dans le département français de la Gironde en région Nouvelle-Aquitaine, et géré par Keolis Bordeaux Métropole.

## Présentation
Ce service se veut être un complément du réseau de transport en commun de l'agglomération Bordelaise. Il s’intègre dans le cadre de la délégation de service public des transports de TBM et comprend pour un montant de 12 millions d’euros l’investissement et le fonctionnement du service.
Keolis Bordeaux Métropole Mobilités, filiale du groupe Keolis, assure la gestion de l’exploitation en tandem avec Effia, sous-traitant pour l’entretien et la maintenance technique.
En 2023, il est annoncé que dans la continuité de la totale refonte du réseau TBM, le service VCub change de nom, devenant Le Vélo. À cette occasion, une nouvelle génération de cycles sera déployée, qui abandonneront la couleur grise et jupe orange qui les caractérisait jusqu'alors pour une couleur noire . En parallèle des vélos en libre services, un service de location de longue durée de vélos électriques et cargos, baptisé Le Vélo'c sera lancé. La marque Le Vélo intègre également des services de stationnement sécurisé pour son vélo personnel : emplacements à vélos dans les parcs relais et à proximité des gares, abris à vélo dans les quartiers.

## Description du service
Le service est composé de plus de 2 000 vélos dont 1 000 électriques répartis dans 186 stations (toutes équipées d'un lecteur de carte bancaire) : une centaine sont situées à Bordeaux (environ tous les 300 à 500 mètres), les autres sont disséminés sur l'ensemble du territoire de Bordeaux Métropole. L’emplacement des stations a été choisi pour optimiser l'intermodalité : 9 stations sur 10 sont en effet à proximité d’une station tram, de lignes de bus ou d’une gare. Chaque station comporte une borne d’information interactive et 12 à 41 bornettes : la plus petite station est située Quai de Paludate, les plus grandes se trouvent à la Victoire, à Stalingrad, à Peixotto ou au Forum à Talence.
Les VCub sont accessibles 24h/24 et 7j/7, grâce à une adhésion 24 heures, 7 jours, 1 mois ou 1 an. Le service fonctionne avec une carte TBM ou Modalis pour les abonnés mensuels ou annuels, ou avec une carte bancaire pour les adhésions 24 heures ou 7 jours. La première demi-heure de location est systématiquement gratuite, puis s’accompagne d’un paiement progressif.

### VCub+
Le service compte également 31 stations VCub+ pour des emprunts de longue durée. Ce système, unique en France, est implanté sur 14 communes, à proximité d'axes intermodaux et souvent en bout de parcours pour permettre de terminer son parcours jusqu'à son domicile ou son lieu de travail. Reconnaissable à leur mat zébré, les stations VCub+ permettent aux abonnés de bénéficier jusqu'à 20 h de gratuité à condition de restituer le vélo dans la station d’emprunt et d’avoir validé sa carte sur le réseau TBM dans un délai de 75 min.

### VCub électrique
Depuis 2019, 50 % des vélos sont électriques. Ils nécessitent un abonnement supplémentaire et une batterie (fournie par TBM) à accrocher au vélo lors de son utilisation.

### Systèmes d'informations
Chaque borne possède un plan des stations (avec notamment un zoom sur les autres stations à proximité pour celles situées sur Bordeaux) et indique la disponibilité des VCub sur place et dans les stations voisines.
Des sites internet présentent en temps réel les disponibilités en stations. Les mises à jour, représentées sur une carte, ont lieu à intervalle régulier (environ une minute et demie).
Des sites mobiles ou application mobile offrent également une géolocalisation des stations les plus proches, l'itinéraire pour les rejoindre et le nombre de vélos et de places disponibles.
Une application en réalité augmentée, compatible iOS et également disponible sous Android, permet de visualiser sur l'écran de son téléphone le tracé et la distance précise des stations avoisinantes.

## Tarification
L'offre se décompose en trois formules :
- - 24 h à 1,70 € (30 minutes d'utilisation gratuite, puis 2 € par heure entamée).
  - 7 jours à 7,70 € (30 minutes d'utilisation gratuite, puis 2 € par heure entamée).
- Avec abonnement seul :
  - 1 mois à 11 € (30 minutes d'utilisation gratuite, puis 1 € par heure entamée).
  - 1 an à 33 € (30 minutes d'utilisation gratuite, puis 1 € par heure entamée).
  - 1 an (avec option électrique) à 105 € (30 minutes d'utilisation gratuite, puis 1 € par heure entamée).
- Avec abonnement TBM :
  - 1 mois à 7,70 € (30 minutes d'utilisation gratuite, puis 1 € par heure entamée), en plus de l'abonnement TBM annuel ou mensuel.
  - 1 an à 22 € (30 minutes d'utilisation gratuite, puis 1 € par heure entamée), en plus de l'abonnement TBM annuel.
  - 1 an à 33 € (30 minutes d'utilisation gratuite, puis 1 € par heure entamée), en plus de l'abonnement TBM mensuel.
  - 1 an (avec option électrique) à 94 € (30 minutes d'utilisation gratuite, puis 1 € par heure entamée), en plus de l'abonnement TBM annuel.
  - 1 an (avec option électrique) à 105 € (30 minutes d'utilisation gratuite, puis 1 € par heure entamée), en plus de l'abonnement TBM mensuel.

|                       | Sans abonnement                                 | Avec abonnement seul                            | Avec abonnement TBM mensuel                     | Avec abonnement TBM annuel                      |
| --------------------- | ----------------------------------------------- | ----------------------------------------------- | ----------------------------------------------- | ----------------------------------------------- |
| Coût de l'utilisation | 30 minutes gratuite, puis 2 € par heure entamée | 30 minutes gratuite, puis 1 € par heure entamée | 30 minutes gratuite, puis 1 € par heure entamée | 30 minutes gratuite, puis 1 € par heure entamée |
| 24 h                  | 1,70 €                                          |                                                 |                                                 |                                                 |
| 7 jours               | 7,70 €                                          |                                                 |                                                 |                                                 |
| 1 mois                |                                                 | 11 €                                            | 7,70 €                                          | 7,70 €                                          |
| 1 an                  |                                                 | 33 €                                            | 33 €                                            | 22 €                                            |
| 1 an (électrique)     |                                                 | 105 €                                           | 105 €                                           | 94 €                                            |

## Fréquentation
Dès leur mise en place, les VCub sont très empruntés. En 2011, chaque vélo est emprunté 6,7 fois chaque jour, soit 2 millions d'emprunts sur l'année.
Malgré une forte hausse de l'utilisation du vélo comme moyen de transport quotidien à Bordeaux (15 % de part modale en 2017), les VCub voient une baisse de leur utilisation (- 14,8 % en 2018).
En 2020, TBM annonce que chaque jour, 6 000 emprunts sont réalisés.

## Détail de la bicyclette

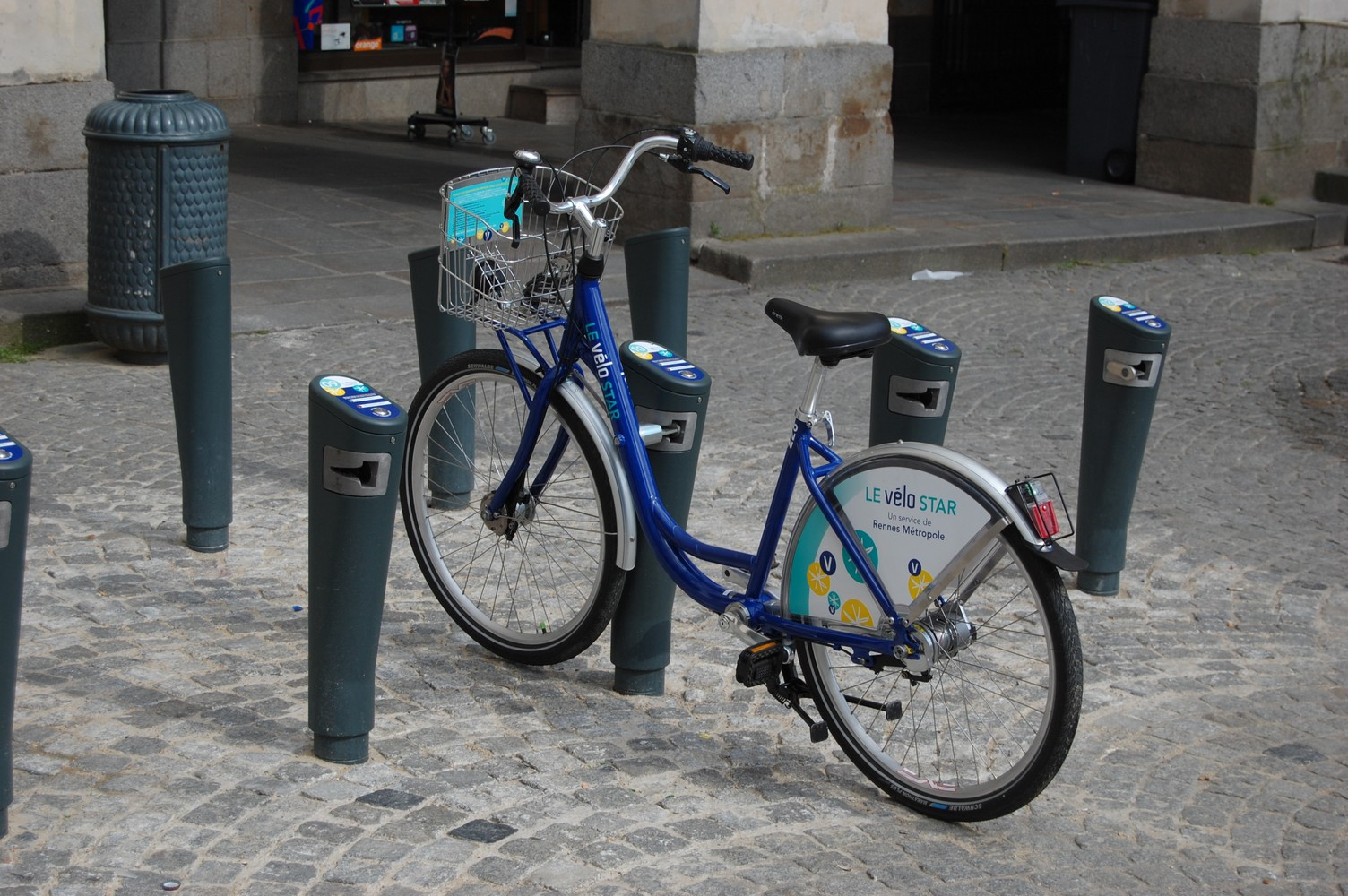
Le « vélo STAR » rennais, cousin du VCUB Bordelais.

Fabriqués par l'entreprise Cycleurope à Machecoul, près de Nantes, les vélos sont à peu près identiques aux bicyclettes de « STAR, le vélo » à Rennes gérés eux aussi par Keolis. 
Ils pèsent 17 kg, soit 8 de moins que les vélos de Cyclocity (Vélib' parisien, VélôToulouse, Vélo'v lyonnais...) et sont dotés des équipements suivants :
- 1 panier-avant pour le transport de petits bagages (poids maximum : 15 kg). Chaque panier-avant est équipé d’un sticker décrivant les étapes pour restituer correctement un vélo.
- 3 vitesses. La transmission par cardan évite le risque de déraillement et permet le changement de vitesse à l'arrêt.
- 1 béquille centrale double.
- 1 antivol, composé d'un code à 4 chiffres (transmis lors de l’emprunt).
- 2 pneus Schwalbe Marathon Plus, particulièrement résistants aux crevaisons (un code officieux existe entre utilisateurs pour tout vélo abîmé : il consiste à tourner la selle à l'envers pour que les agents de maintenance puissent le repérer. Ce n'est toutefois plus possible à la suite d'une modification).
- 1 jupe de motifs bleu et orange. 12 modèles ont été conçus par Franck Tallon, directeur artistique de la CUB : tunning, classicos, burberry, ska, flamingo, flashy, treillis, à poids, fleuri, à écailles, à pétales, chic, et un modèle unique : le black one. Un autre VCub tout jaune, le Yellow One, fit son apparition en juillet 2010 à l’occasion du passage du Tour de France à Bordeaux. Il y a également la présence d'un VCub tout vert, mis en place en raison d'une manifestation placée sous le signe de l'environnement, un VCub tout bleu mis en service le jour de l'inauguration du pont levant Jacques Chaban-Delmas  reprenant les motifs de l'éclairage bleu du pont la nuit et du fleuve, et pour finir un VCub rose[7] pour l'été métropolitain.